# Christian Jakob
Christian Jakob (* 29. März 1979 in Quakenbrück) ist ein deutscher Journalist.

## Leben
Jakob studierte Soziologie und Volkswirtschaft in Bremen und Mailand und Global Studies in Berlin, Buenos Aires und Delhi. 2001/2002 war er Vorsitzender des AStA an der Universität Bremen. Seit 2006 ist er Redakteur der tageszeitung, zuerst bei der taz Nord in Bremen, seit 2012 in Berlin.
In seinem ersten Buch mit dem Titel Soziale Säuberung diagnostizierte Jakob eine Vertreibung der afroamerikanischen Unterschicht aus New Orleans nach dem Hurrikan Katrina. 2011 schrieb er mit an Europa macht dicht – Wer zahlt den Preis für unseren Wohlstand?. 2016 erschien von ihm Die Bleibenden, eine Geschichte der Flüchtlingsbewegung in Deutschland. Für seine Berichterstattung zur Asylpolitik wurde er 2015 für den Journalistenpreis „Der lange Atem“ des Journalistenverbandes Berlin Brandenburg im DJV nominiert und 2017 mit dem Otto-Brenner-Preis der Otto Brenner Stiftung ausgezeichnet. 2017 veröffentlichte er mit der tageszeitung-Korrespondentin Simone Schlindwein Diktatoren als Türsteher, eine Dokumentation der neuen EU-Politik in Afrika. 2023 schrieb er "Endzeit. Die neue Angst vor dem Weltuntergang und der Kampf um unsere Zukunft".

## Publikationen
- Endzeit. Die neue Angst vor dem Weltuntergang und der Kampf um unsere Zukunft. Ch. Links Verlag, Berlin 2023, ISBN 978-3-96289-206-7.
- mit Malene Gürgen und anderen: Angriff auf Europa. Die Internationale des Rechtspopulismus. Ch. Links Verlag, Berlin 2019, ISBN 978-3-96289-053-7.
- mit Christine Meissler und anderen: Atlas der Zivilgesellschaft. Brot für die Welt, Berlin 2019, ISBN 978-3-96238-171-4.
- mit Stefanie Kron und anderen: Atlas der Migration. Rosa-Luxemburg-Stiftung, Berlin 2019 .
- mit Simone Schlindwein: Diktatoren als Türsteher Europas. Wie die EU ihre Grenzen nach Afrika verlagert. Ch. Links Verlag, Berlin 2017, ISBN 978-3-86153-959-9.

- Die Bleibenden. Wie Flüchtlinge Deutschland seit 20 Jahren verändern. Ch. Links Verlag, Berlin 2016, ISBN 978-3-86153-884-4.
- Gegenhalten! – Mythen und Fakten zur Migrations- und Flüchtlingspolitik. Luxemburg-Argumente, Rosa-Luxemburg-Stiftung, Berlin 2016, ISSN 2193-5831.
- Flüchtlinge willkommen – refugees welcome? Mythen und Fakten zur Migrations- und Flüchtlingspolitik. Luxemburg-Argumente Nr. 8, Rosa-Luxemburg-Stiftung, Berlin 2014, ISSN 2193-5831.
- mit Friedrich Schorb: Soziale Säuberung. Wie New Orleans nach der Flut seine Unterschicht vertrieb. Unrast Verlag, Münster 2008, ISBN 978-3-89771-484-7.